# Xystroceroides burgeoni
Xystroceroides burgeoni är en skalbaggsart som beskrevs av Pierre Lepesme 1948. Xystroceroides burgeoni ingår i släktet Xystroceroides och familjen långhorningar.
Artens utbredningsområde är Sierra Leone. Inga underarter finns listade i Catalogue of Life.